# 4955 Gold
4955 Gold је астероид главног астероидног појаса. Приближан пречник астероида је 29,84 ,
а средња удаљеност астероида од Сунца износи 3,155 астрономских јединица (АЈ).
Инклинација (нагиб) орбите у односу на раван еклиптике је 7,433 степени, а орбитални период износи 2046,909 дана (5,604 година). Ексцентрицитет орбите астероида износи 0,129.
Апсолутна магнитуда астероида износи 11,30 а геометријски албедо 0,059.
Астероид је откривен 17. септембра 1990. године.